# Beratende Versammlung (Brandenburg)
Die Beratende Versammlung Brandenburg war ein ernanntes Vorparlament im neu geschaffenen Land Brandenburg entsprechend den Ernannten Landtage der anderen Länder.
Um den Wiederaufbau der staatlichen Ordnung nach dem Zweiten Weltkrieg in der Sowjetischen Besatzungszone im Sinne eines Aufbaus des Sozialismus zu ermöglichen, wurden 1946 in den Ländern der SBZ durch die Sowjetische Militäradministration in Deutschland (SMAD) Beratende Versammlungen ins Leben gerufen. Die Beratende Versammlung Brandenburgs wurde im gleichen Jahr durch den Landtag Brandenburg abgelöst.

## Vorgehen und Prinzipien
Eine erste wichtige Grundlage für den Aufbau neuer politischer Strukturen war das Potsdamer Abkommen vom 2. August 1945. Dieses sah die Wiederherstellung der lokalen Selbstverwaltung, aber auch von Wahlvertretungen auf Gemeinde-, Kreis-, Provinzial- und Landesebene vor.
Der Aufbau der staatlichen Strukturen nach dem Zusammenbruch erfolgte von der kommunalen Ebene über die Landesebene und zuletzt auf Ebene der DDR.
Am 9. Juli 1945 verfügte die SMAD die Gründung der Länder Mecklenburg, Sachsen und Sachsen-Anhalt sowie der Provinzen Brandenburg und Thüringen innerhalb der SBZ. Etwa ein Jahr später folgte die Ernennung der Mitglieder und Einberufung der Beratende Versammlung Brandenburg gemäß der „Verordnung zur Errichtung beratender Versammlungen in der Provinz Mark Brandenburg vom 13. Juni 1946“.
Die Auswahl der Mitglieder richtete sich nicht nach den Ergebnissen der Kommunalwahlen des Jahres 1946, sondern nahmen wesentliche Prinzipien der Landtagswahlen nach Einheitslisten vorweg:
1. Der Anspruch der SED auf eine führende Rolle wurde durch die Ernennung einer Mehrheit von SED Mitgliedern sichergestellt
2. Diese Mitglieder der SED traten formal zum großen Teil nicht namens der SED, sondern der Massenorganisationen in die Beratende Versammlung ein
3. Die Verteilung der Mandate auf Parteien und Massenorganisationen war vorab festgelegt
4. Eine wirksame Oppositionsarbeit sollte verhindert werden[2]

## Verteilung der Mandate
Die Verteilung der Mandate wurde durch die SMAD am 13. Juni 1946 festgelegt. So verteilten sich die 70 Mandate:
| Partei                 | Sitze      |
| ---------------------- | ---------- |
| SED                    | 10 Mandate |
| LDPD                   | 10 Mandate |
| CDU                    | 10 Mandate |
| FDGB                   | 10 Mandate |
| VdgB                   | 5 Mandate  |
| KB                     | 3 Mandate  |
| FDJ                    | 3 Mandate  |
| Frauenbund             | 2 Mandate  |
| IHK                    | 5 Mandate  |
| Handelskammern         | 5 Mandate  |
| Einzelpersönlichkeiten | 7 Mandate  |

Die genannten Organisationen waren zwar frei darin Kandidaten vorzuschlagen. Jedoch oblag es letztlich der SMAD, den Vorschlägen zu folgen oder auch nicht. Instrument der Ablehnung war die Vorschrift, dass nur Personen zum Mitglied ernannt werden durften, die nachweislich eine „entschiedene antifaschistische und demokratische Gesinnung“ aufwiesen.

## Arbeit
Die Beratende Versammlung Brandenburg trat nur zu 3 Versammlungen zusammen. Auf der konstituierenden Sitzung am 3. Juli 1946 wurde folgendes Präsidium gewählt:
- Vorsitzender: Friedrich Ebert (SED)
- 1. stellv. Vorsitzender: Wilhelm Wolf (CDU)
- 2. stellv. Vorsitzender: Wilhelm Falk (LDP)
- 1. Schriftführer: Franz Moericke (FDGB, SED)
- 2. Schriftführer: Else Bauer, (Frauenbund, SED)
- Beisitzer: Otto Nagel (Kulturbund, SED)
- Beisitzer: Heinrich Ostermann (CDU)